# Rengårdstjärnen (Degerfors socken, Västerbotten)
Rengårdstjärnen är en sjö i Vindelns kommun i Västerbotten och ingår i Sävaråns huvudavrinningsområde.